# Internationale luchthaven La Isabela
De internationale luchthaven La Isabela (IATA: JBQ, ICAO: MDJB) is een luchthaven in de Dominicaanse Republiek. De luchthaven bevindt zich in de stad Santo Domingo. De luchthaven is geopend in februari 2006 om de internationale luchthaven Herrera te vervangen. De eerste vlucht op de luchthaven was een vlucht van Caribair afkomstig van Port-au-Prince, Haïti.
De luchthaven wordt voornamelijk gebruikt voor vluchten binnen de Dominicaanse Republiek en voor enkele internationale vluchten.

## Luchtvaartmaatschappijen
De onderstaande luchtvaartmaatschappijen vliegen van en naar La Isabela:
- Caribair
- Air Century
- Servicios Aéreos Profesionales (SAP)
- SAP Express
- Aerodomca
- Helidosa
- Volair/Tortug'Air